# Neville Phillips
Pour les articles homonymes, voir Phillips.
Neville Phillips est un acteur sud-africain né le 15 juillet 1927.

## Filmographie

### Cinéma
- 1952 : La Marraine de Charley (Where's Charley?) de David Butler : Étudiant (non crédité)
- 1954 : Svengali : Contran
- 1985 : The McGuffin : From The Rear Window
- 1986 : Foreign Body : Customer in toilet
- 1987 : Le Quatrième protocole (The Fourth Protocol) de John Mackenzie : Man in Overcoat
- 1988 : Un poisson nommé Wanda (A Fish Called Wanda) : Manager of Jeweler's Shop
- 1989 : Wilt : Party Guest
- 1992 : Hedd Wyn : Additional Voices (voix)
- 1992 : Avril enchanté (Enchanted April) : Vicar
- 1992 : Blue Ice : Usher
- 1994 : Quatre mariages et un enterrement (Four Weddings and a Funeral) : Vicar - Funeral
- 1995 : Carrington : Court Usher
- 1995 : Lancelot (First Knight) : Elder
- 1996 : L'Agent secret (The Secret Agent) : Ticket clerk
- 1996 : Les 101 dalmatiens (101 Dalmatians) : Minister
- 1997 : Mrs. Dalloway de Marleen Gorris : Mr. Wilkins
- 1997 : Forever (Photographing Fairies) : Hotel Proprietor
- 1998 : Croupier : White Haired Man
- 1998 : What Rats Won't Do : Steward
- 1999 : Un mari idéal (An Ideal Husband) : Mason
- 1999 : Mad Cows : President of soil society
- 2000 : Il était une fois Jésus (The Miracle Maker) (voix)
- 2000 : La Coupe d'or (The Golden Bowl) : Man Talking to Castledean
- 2000 : Room to Rent : Vicar
- 2003 : Ce dont rêvent les filles (What a Girl Wants) : Butler
- 2003 : Johnny English : Priest
- 2003 : Bright Young Things
- 2004 : Si seulement... (If Only) : Concert MC

### Télévision
- 1973 : An Echo of Theresa : Bar Waiter
- 1976 : The Lady of the Camellias : Lunch Guest
- 1979 : The Dick Francis Thriller: The Racing Game (feuilleton télévisé) : Egon
- 1983 : Mansfield Park (feuilleton télévisé) : Baddely
- 1985 : Oscar (série télévisée) : Club Porter
- 1986 : Paradise Postponed (feuilleton télévisé) : Reporter
- 1986 : Hold the Dream (en) : Vicar
- 1987 : The Charmer (feuilleton télévisé) : Tailor
- 1987 : At Bertram's Hotel : Henry
- 1987 : Les Hasards de l'amour (A Hazard of Hearts) : 1st Gambler
- 1988 : Death of a Son : Coroner
- 1988 : Jack l'Éventreur (Jack the Ripper) : Cabinet Secretary
- 1989 : Magic Moments : Diplomat
- 1989 : Hercule Poirot (Agatha Christie's Poirot) (série TV, saison 1, épisode 10: Le Songe) :  Holmes
- 1991 : Ex : Waiter
- 1993 : The Marshal : Registrar
- 1993 : Don't Leave Me This Way (TV) : Doctor
- 1994 : Bambino mio : Judge
- 1994 : Scarlett (feuilleton télévisé) : Jury Foreman
- 1995 : Bliss (téléfilm) : Reverend Lowe
- 1995 : Orgueil et Préjugés ("Pride and Prejudice") (feuilleton télévisé) : Fossett (footman)
- 1996 : Un cœur innocent (The Fortunes and Misfortunes of Moll Flanders): Magistrate
- 1996 : Emma : Thomas
- 1998 : Fidèle jusqu'à la mort, 4e épisode de la série télévisée Inspecteur Barnaby – Rôle : Richard
- 2000 : Happy Birthday Shakespeare : Vicar
- 2000 : Dirty Tricks : Vicar
- 2001 : Love in a Cold Climate (feuilleton télévisé) : Vicar
- 2001 : The Infinite Worlds of H.G. Wells (feuilleton télévisé) : Praecentors
- 2004 : He Knew He Was Right (feuilleton télévisé) : Sir Peter Mancrudy